# Анапест
Ана́пест (греч. ἀνάπαιστος «отражённый назад; обратный <дактилю>»); менее распространено ударение анапе́ст (соответствующее нем. Anapä́st) — трёхсложный стихотворный размер.
В античной квантитативной метрике — метр, стопа которого состоит из двух кратких слогов и одного долгого.
В новоевропейской силлабо-тонической метрике анапестом именуется метр, стопа которого состоит из двух безударных и третьего ударного слога.
Пример трёхстопного анапеста:

О, весна́ без конца́ и без кра́ю —

Без конца́ и без кра́ю мечта́!

Узнаю́ тебя, жи́знь! Принима́ю!

И приве́тствую зво́ном щита́!— Александр Блок, «О, весна без конца и без краю…»
Другой пример:
Есть в напе́вах твои́х сокрове́нных

Рокова́я о ги́бели ве́сть.

Есть прокля́тье заве́тов свяще́нных,

Поруга́ние сча́стия е́сть.— Александр Блок, «К Музе»
Пятистопный:
По широ́ким моста́м… Но ведь мы всё равно́ не успе́ем, 

Этот ве́тер меша́ет, ведь мы заблудились в пути, 

По безлюдным моста́м, по широ́ким и чёрным алле́ям 

Добежа́ть хоть к рассве́ту, и останови́ть, и спасти́. — Георгий Адамович, «По широким мостам...»
Наиболее употребительны размеры русского силлабо-тонического анапеста — четырёх- и трёхстопный (с середины XIX века).

## Мнемонические фразы
Не броди́л с кистенём я в дремучем лесу́,
я ана́пест с собо́ю носи́л.

Птерода́ктиль ана́пест пиши́
Не спеши́ написа́ть мне не то́
Расскажи́ я прошу́ про стихи́
Антида́ктилем пи́шутся что́

По свидетельству Ирины Одоевцевой, поэт Николай Гумилев для запоминания трехстопных размеров придумал «свою систему, основанную на именах поэтов: дактиль — удар на первой стопе — Анна Ахма́това, анапест — удар на третьей стопе — Никола́й Гумилёв, амфибрахий — удар на второй стопе — Гео́ргий Ива́нов».

## Другие трёхсложные размеры
- Амфибрахий
- Дактиль